# Exostema nitens
Exostema nitens är en måreväxtart som beskrevs av Ignatz Urban. Exostema nitens ingår i släktet Exostema och familjen måreväxter. Inga underarter finns listade i Catalogue of Life.